# Alex Piache
Alejandro Piacentile Valderrama, ‘Alex Piache’ (Melilla, Espanya, 2 de març de 1992) és un futbolista professional retirat i actual formador i entrenador. De ben petit es va traslladar a viure a Catalunya. Fins al moment, en la seva carrera com a jugador i entrenador, ha treballat a 11 països diferents.

## Inicis a Catalunya
Quan, als 10 anys d'edat, la família de l'Alex va decidir traslladar-se a Santa Coloma de Gramenet, l'Alex va aconseguir entrar als equips infantils de la UDA Gramanet, club en el que va estar-s'hi 9 anys arribant fins al filial. Al 2012, l'Alex va canviar de club per jugar, a Segona Catalana, amb el CCE Turó de la Peira.

## Andorra
A l'estiu del 2013 va iniciar el seu recorregut pel futbol internacional. Va començar prop de casa, concretament a Andorra, on va disputar la Primera Divisió d'Andorra a les files del CE Principat.

## Anglaterra
Al 2014 l'Alex va fer les maletes cap a la terra on va néixer el futbol, Anglaterra. Va signar amb un club de la setena divisió, el FC United of Manchester, conegut per haver sigut fundat per un grup de seguidors descontents del Manchester United. Allà no va tenir els minuts desitjats, i va acabar sent cedit al Ramsbottom United, de la mateixa divisió, en el qual es va fer un lloc a l'11 titular fins que al gener del 2015 va decidir donar el següent pas en la seva carrera.

## Nicaragua
Al 2015 va arribar el moment de canviar de continent. Va signar pel FOX Villa, de la ciutat nicaragüenca de Jinotepe, amb el que va disputar el Torneo Clausura. Un dels clubs humils de la Primera Divisió de Nicaragua que no va poder evitar el descens de categoria, però va ser anomenat jugador revelació del Torneo Clausura. Aquest fet li va obrir les portes de la seva nova aventura.

## Bolivia
A l'estiu del 2015 va aterrar a un nou país. En aquesta ocasió va signar amb el Petrolero de Yacuibá, de la Primera Divisió de Bolívia. Allà va viure una de les cares amargues del futbol, al tenir problemes amb els agents que el van portar al país sud-americà, i va acabar rescindint el contracte i tornant cap a Catalunya.

## Retorn a Catalunya
Després d'uns mesos entrenant a Santa Coloma, l'Alex va signar pel ACE Manlleu, de Tercera Divisió, al febrer del 2016. Dos mesos més tard, per motius personals, va deixar Manlleu per tornar a casa seva, en aquest cas signant per la FE Grama, on s'hi va estar fins que a l'abril de 2017 li va sorgir l'oportunitat de marxar als Estats Units.

## Estats Units
Alex Piache va arribar als Estats Units per treballar com a formador i analista a la Rush Soccer, una prestigiosa acadèmia de futbol on va treballar amb els més petits, dirigint l'etapa de nens de 3 fins a 9 anys. Tot i la seva feina com a formador, l'Alex va seguir jugant, en aquesta ocasió amb el Colorado Springs FC, de la UPSL, una de les lligues de futbol del país nord-americà. A més, va poder iniciar-se també com a tècnic en un equip competitiu, exercint durant dos mesos d'entrenador assistent del Pride-Switchbacks U23, de la USL2.

## Malta
A l'estiu del 2018, l'Alex va tornar a fer les maletes. Havia rebut una oferta per fer-se càrrec de la direcció de l'acadèmia del Victoria Wanderers, alhora que podria exercir d'entrenador assistent del primer equip, que disputava la Primera Divisió de l'illa de Gozo, una competició independent a la lliga de Malta. A més, també va poder disputar alguns partits com a jugador.

## Finlàndia
La següent aventura va portar a l'Alex a Finlàndia de la mà d'un dels grans clubs de Catalunya. L'Espanyol va reclutar-lo per formar part de la RCDE Academy que el club té a Vantaa, prop d'Hèlsinki. Va començar al 2019 com a entrenador de l'acadèmia, per més tard acabar exercint de director, càrrec que va ostentar fins al 2022. Durant la seva estada a Finlàndia, també va continuar jugant a futbol, en aquest cas a les files del Pakkalan Palloseura.

## Emirats Àrabs Units
A 2022 va arribar el moment de descobrir un nou continent, en aquest cas Àsia. El club fundat per Míchel Salgado a Dubai, el Fursan Hispania, va contractar l'Alex per formar part dels entrenadors de la seva acadèmia. Allà s'hi va estar una temporada, on també va arribar a jugar algun partit amb el filial, de la tercera divisió dels Emirats Àrabs Units.

## Estònia
L'any següent, l'Alex va tornar a Europa en rebre la oferta d'un dels clubs més importants d'Estònia, el FCI Levadia Tallinn, per dirigir la seva acadèmia. Allà va coincidir amb alguns altres entrenadors de nacionalitat espanyola, entre ells l'exjugador de Primera Divisió Curro Torres, també criat a Santa Coloma de Gramanet, que exerceix d'entrenador del primer equip a la Meistriliiga.

## Aràbia Saudí
A l'estiu del 2024, torna a marxar cap a l'Orient mitjà. En aquest cas, l'Alex va fer el salt al futbol femení, sent contractat per un dels club més importants del país, l'Al Ittihad, per fer-se càrrec com a primer entrenador de l'equip sub-17.

## Altres dades d'interès
L'Alex Piache també s'ha dedicat al modelisme. Una de les fites més significatives que ha assolit en aquest àmbit ha estat ser seleccionat per aparèixer al videoclip de la cançó oficial del Mundial de Brasil 2014, La La La, de la cantant colombiana Shakira,

Alex Piache al Videoclip del Mundial 2014

 compartint espai amb futbolistes de la talla de Leo Messi, Neymar o Gerard Piqué, entre d'altres.
També es co-fundador i director de metodologia de l'Universal Football Coaching, una metodologia d'entrenament que coopera amb clubs i acadèmies de tot el món, amb acadèmia pròpia a Barcelona, i que al 2024 ha esdevingut club de futbol reconegut per la FCF: el Club de Futbol Universal Catalunya.